# Rosamond McKitterick
Rosamond Deborah McKitterick (Chesterfield, 31 mei 1949) is een Brits historica en mediëvist. Tussen 1999 en 2016 was ze als hoogleraar middeleeuwse geschiedenis verbonden aan de Universiteit van Cambridge.

## Biografie
Ze werd als Rosamond Pierce geboren in het Engelse Chesterfield (Engeland) en ze spendeerde een deel van haar jeugd in Australië. Aldaar volgde ze ook haar opleiding aan de Universiteit van West-Australië. Ze studeerde vervolgens verder aan de Universiteit van Cambridge waar ze zowel haar master als PhD haalde. Ze studeerde nog een jaar aan de Ludwig Maximilians-Universiteit in München voor ze docent en hoogleraar in Cambridge werd. In 2005 was ze ook voor een jaar als fellow verbonden aan het NIAS van de KNAW.
In 2010 verkreeg ze van de KNAW de Dr. A.H. Heinekenprijs voor de historische wetenschap. McKitterick verkreeg deze prijs omdat ze fundamenteel het inzicht veranderde op de Karolingen en het samenspel van politiek, religie en wetenschap in hun tijd. In 2015 verkreeg ze de LECTIO chair aan de Katholieke Universiteit Leuven.

## Geselecteerde bibliografie
- 1983, The Frankish Kingdoms under the Carolingians
- 1989, The Carolingians and the Written Word
- 1994, Books, Scribes and Learning in the Frankish Kingdoms, 6th to 9th Centuries
- 1995, The Frankish Kings and Culture in the Early Middle Ages
- 2004, History and Memory in the Carolingian World
- 2006, Perceptions of the Past in the Early Middle Ages
- 2008, Charlemagne: the Formation of a European Identity

- Bibsys: 90170075
- Biblioteca Nacional de España: XX1007535
- Bibliothèque nationale de France: cb120217272 (data)
- Catàleg d'autoritats de noms i títols de Catalunya: 981058525097406706
- CiNii: DA02902336
- Gemeinsame Normdatei: 129701327
- International Standard Name Identifier: 0000 0001 0934 1117
- Library of Congress Control Number: n77019028
- Nationale Bibliotheek van Letland: 000321192
- Nationale Bibliotheek van Tsjechië: xx0054567
- Nationale bibliotheek van Australië: 35796114
- Nationale Bibliotheek van Israël: 987007265109205171
- Nationale Bibliotheek van Polen: a0000001281152
- Nationale en Universitaire bibliotheek Zagreb: 000205321
- Nederlandse Thesaurus van Auteursnamen: 068971516
- ORCID: 0000-0003-1296-0589
- Réseau des bibliothèques de Suisse occidentale: 02-A003546470
- Istituto Centrale per il Catalogo Unico: BVEV010781
- Système universitaire de documentation: 028367375
- Trove: 1091461
- Virtual International Authority File: 110054445
- WorldCat: E39PBJhtbDB7dRkqFJMWMWHBfq